# گایل واهان
گایل واهان (ارمنی: Գայլ Վահան؛ زادهٔ ۱۸۷۲ - درگذشته ۱۹۰۴) یک فدایی اهل ارمنستان بود.

## زندگی‌نامه
وی با نام اصلی میناس تولپاشیان (ارمنی: Մինաս Տոլպաշյան) در ۱۸۷۲ در هاواو به دنیا آمد  وی در ۱۹۰۴ در سن ۳۲ سالگی درگذشت .